# Хун (Лівія)
Хун (Мадіррат-Хун, араб. هون) — місто в Лівії.
Населення — 28 тисяч жителів (2005), 30 по величині місто країни.
Розташоване в центральній частині Лівії. Це місто є столицею району Ель-Джуфра. Історія міста почалася близько 150 років тому. Місто Хун розташоване між Сокною (на заході) і Уадданом (на сході) в оазі Ель-Джуфра.
| Лівія | Це незавершена стаття з географії Лівії. Ви можете допомогти проєкту, виправивши або дописавши її. |